# جان ألاسان ميندي
جان ألاسان ميندي (بالنرويجية البوكمول: Jean Alassane Mendy)‏ (2 فبراير 1990 في السنغال - ) هو لاعب كرة قدم نرويجي في مركز الهجوم. لعب مع نادي ساندفيورد وLøv-Ham Fotball ‏ وKristiansund BK ‏ وElverum Fotball ‏.

## وصلات خارجية
- جان ألاسان ميندي على موقع قاعدة بيانات كرة القدم.إي يو (الإنجليزية)
- جان ألاسان ميندي على موقع Soccerway.com (الإنجليزية)